# Simfonia núm. 5 (Honegger)
La Simfonia núm. 5, H. 202, del compositor suís Arthur Honegger és una obra per a orquestra de tres moviments escrita a París la tardor de 1950. El seu subtítol Di tre re (dels tres re) és una referència al re que toquen les timbales i els baixos solistes al final de cada moviment. Va ser encarregada per la Fundació Natalie Koussevitzky, a qui va ser dedicada, i va ser interpretada per primera vegada a Boston el 9 de març de 1951 per l'⁣Orquestra Simfònica de Boston sota la direcció de Charles Münch. Té una durada d'uns 22 minuts.

## Origen i context
Honegger va escriure la Cinquena Simfonia el 1950, amb cinquanta-nou anys, completant la composició del primer moviment el 5 de setembre i l'orquestració el 28 d'octubre, del segon moviment l'1 d'octubre i el 23 de novembre respectivament, i del tercer els dies 10 de novembre i 3 de desembre.

## Moviments
Amb una durada total d'uns 22 minuts, els seus tres moviments estan marcats:
1. Grave (aprox. 7'20")
2. Allegretto - Adagio - Allegretto - Adagio - Allegretto (aprox. 9'00")
3. Allegro marcato (aprox. 5'30")

Aquesta simfonia va ser publicada per Éditions Salabert.

## Instrumentació
Tres flautes, dos oboès i trompa anglesa, dos clarinets i clarinet baix, tres fagots, quatre trompes, tres trompetes, tres trombons, tuba, timbales i cordes.

## Enregistraments
Els enregistraments d'aquesta simfonia inclouen conjunts complets de les cinc simfonies de Honegger interpretades per:
- l'⁣Orquestra Filharmònica Txeca amb Serge Baudo (Supraphon, 1994)
- la Suisse Romande Orchestra amb Fabio Luisi (Cascavelle, 2001)
- l'⁣Orquestra del Capitole de Toulouse amb Michel Plasson (EMI Classics, 2004)
- l'⁣Orquestra Simfònica de la Ràdio de Baviera sota la direcció de Charles Dutoit (Apex, 2006)

Les gravacions addicionals d'aquesta simfonia inclouen:
- l'Orquestra Simfònica de Boston amb Charles Münch (RCA Victor Red Seal and Gold Seal, 1992)
- Orchestre Nacional de França dirigida per Charles Münch, gravada el juny de 1964[5]
- l'⁣Orquestra Simfònica Nacional Danesa amb Neeme Järvi (Chandos, 1994)
- l'⁣Orchestre Lamoureux sota la direcció d'Igor Markevitch (gravada el 1957, DG Originals, 1997)
- l'⁣Orquestra Filharmònica de Viena amb Ernest Ansermet (Andante, 2003)
- l'⁣Orquestra Simfònica RIAS amb Igor Markevitch (Audite, 2010)